# 로릴 황산 나트륨
로릴 황산 나트륨(Sodium Lauryl Sulfate, SLS), 또는 도데실 황산 나트륨(Sodium Dodecyl Sulfate, SDS)는 음이온성 계면활성제의 일종이다. 분자식은 NaC12H25SO4이며, 분자량은 288.38, 밀도는 1.01g/cm3, 녹는점은 206 °C이다. 백색 또는 엷은 황색의 결정으로 약간 특이한 냄새가 난다. SLS는 도데칸올(로릴 알코올, C12H25OH)과 황산의 에스터화 반응으로 만들어진다.

## 용도
SLS는 비누, 치약, 샴푸 등의 제작에 재료로 사용된다. 이는 수용성 물질과 지용성 물질을 섞이게 할 수 있는 계면활성제의 성질을 이용한 것으로, SLS는 계면활성제 중에서도 가격이 싸기 때문에 많이 이용되었다. 그러나 SLS은 피부자극성 물질로, 피부와 접촉하면 염증을 일으킬 수 있다는 문제로 인하여 대한민국에서는 SLS를 건강기능식품 이외에는 사용할 수 없도록 규제하고 있다. 그러나 실제로는 수많은 종류의 샴푸와 비누에 SLES와 함께 사용되고 있다.
생화학에서는 SDS-PAGE에서 SLS를 이용한다. SDS-PAGE(Sodium dodecyl sulfate polyacrylamide gel electrophoresis)란 단백질을 폴리아크릴아마이드 젤에 통과시켜서 단백질을 분자량에 따라 분리하는 과정을 말하는데, 이때 SLS는 공유결합이 아닌 아미노산의 곁사슬끼리의 상호작용을 방해하여 단백질을 변성시켜 펩티드 사슬의 형태로 만들고 단백질의 질량에 비례하여 음전하를 걸어주는 역할을 한다. 단백질을 SLS로 처리함으로써 단백질의 폴리아크릴아마이드 젤을 통과하는 속도가 단백질의 분자량이 작을수록 빨라지게 되고, 이를 이용하여 단백질을 분자량에 따라 분리할 수 있게 된다.

## 안전성

### 섭취
자극이 있을 수 있으며, 위장, 신장에 이상을 일으킬 수 있다.

### 흡입
기도에 자극을 줄 수 있다. 기침, 숨 가쁨의 증상이 나타날 수 있다. 일부에게서는 알레르기 반응이 있을 수 있다.

### 피부
자극이 있을 수 있으며, 지속적으로 접촉할 경우 피부의 건조, 발진이 나타날 수 있다. 알레르기 반응이 있을 수 있다.

### 눈
자극, 발적, 통증이 있을 수 있다.

## 같이 보기
- 구강염

## 참고 문헌
- 이정욱 외, 〈치약에 의한 접촉피부염 1례 -Sodium Lauryl Sulfate (SLS)에 의한 것으로 사료되는-〉, 《천식 및 알레르기》 (Vol.9 No.2), 서울:대한알레르기학회, 1989, 177~180쪽
- http://www.natural-health-information-centre.com/sodium-lauryl-sulfate.html 보관됨 2008-05-09 - 웨이백 머신
- https://web.archive.org/web/20160304112110/http://fa.kfda.go.kr/standard/egongjeon_standard_view.jsp?lang=kor&SerialNo=619&GoCa=1
- https://web.archive.org/web/20080515164959/http://www.jtbaker.com/msds/englishhtml/s3670.htm